# Mathilde Möhring (1983)
Mathilde Möhring ist eine Verfilmung von Theodor Fontanes gleichnamigem Roman, die 1983 vom Fernsehen der DDR produziert wurde.

## Handlung
Die Handlung des Films folgt der literarischen Vorlage:
Mathilde ist eine junge, unverheiratete Frau aus dem Berliner Kleinbürgertum, lebt mit ihrer alten Mutter zusammen und beide leben von der Vermietung eines Zimmers an Untermieter. Eines Tages mietet sich der etwas schwerfällige Jurastudent Hugo Großmann bei ihnen ein. Statt für sein Examen zu lernen, phantasiert er mit seinem Freund, dem Schauspieler Rybinski, von einem Leben für die Kunst. Als er Wochen später schwer erkrankt, kümmert sich Mathilde um ihn, die beiden kommen sich langsam näher. Als Hugo wieder gesund ist, macht er ihr einen Heiratsantrag und sie nimmt an. Nun nimmt Mathilde mit ihrem Ehrgeiz Hugos Karriere in die Hand: Sie spornt ihn an, sein Examen zu machen, und findet über eine Zeitungsanzeige ein Amt als Bürgermeister einer Kleinstadt, für das er sich bewerben soll. Erst als er das Amt angetreten hat, heiraten die beiden.
Hugo fällt es schwer, der politischen Verantwortung gerecht zu werden, und Mathilde muss ihn immer wieder zu Entscheidungen und Initiativen antreiben. Nur durch ihren Einsatz wird er von den Honoratioren der Stadt akzeptiert. Doch bald darauf wird Hugo wieder krank, und diesmal noch schwerer. Er stirbt, und Mathilde muss zurück zu ihrer Mutter ziehen. Sie macht ihr Lehrerinnenexamen und bekommt eine Stelle, mit der sie sich und ihre Mutter ernähren kann. Doch sie bereut, sich für klüger als Hugo gehalten zu haben, und macht sich Vorwürfe, dass sie ihn mit ihrem Ehrgeiz überfordert hat.

## Produktion
Der Film wurde am 21. August 1983 zum ersten Mal ausgestrahlt. 2016 erschien er, zusammen mit der Fontane-Verfilmung Stine, in der Reihe Frauenbilder bei Studio Hamburg Enterprises auf DVD.